# Jembrana (Kecamatan)
Jembrana ist ein Distrikt (Kecamatan) im gleichnamigen Regierungsbezirk (Kabupaten) der indonesischen Provinz Bali. Der Distrikt liegt etwas nördlich der Mitte dieses Kabupaten und grenzt im Westen an den Kecamatan Negara, im Norden an Gerokgak (Kab. Buleleng) und im Osten an Mendoyo. Die Balisee mit ihrer Küstenlinie bildet im Süden eine natürliche Grenze. Obwohl namensgebend, ist Jembrana der kleinste Distrikt (16 %) des Bezirks.

## Verwaltungsgliederung
Der Distrikt besteht aus sechs Desa und vier Kelurahan sowie 45 Banjar Dinas/Lingkungan und 42 Banjar Adat.
| Kode PUM 1    | Dorf 2             | Fläche (km²) Ende 2021 | Einwohner Census 2010 | Einwohner Census 2020 | Einwohner Ende 2021 | Dichte Einw. pro km² |
| ------------- | ------------------ | ---------------------- | --------------------- | --------------------- | ------------------- | -------------------- |
| 51.01.05.1001 | Pendem             | 21,30                  | 10.207                | 11.702                | 11.944              | 560,8                |
| 51.01.05.2002 | Perancak           | 4,33                   | 3.472                 | 4.163                 | 4.272               | 986,6                |
| 51.01.05.1003 | Loloan Timur       | 2,75                   | 6.429                 | 7.807                 | 7.983               | 2.902,9              |
| 51.01.05.2004 | Batu Agung         | 29,19                  | 7.329                 | 8.868                 | 9.155               | 313,6                |
| 51.01.05.1005 | Dauhwaru           | 16,44                  | 8.800                 | 10.024                | 10.128              | 616,1                |
| 51.01.05.2006 | Budeng             | 3,34                   | 1.417                 | 1.824                 | 1.853               | 554,8                |
| 51.01.05.2007 | Air Kuning         | 1,46                   | 4.106                 | 5.143                 | 5.260               | 3.602,7              |
| 51.01.05.2008 | Yehkuning          | 2,49                   | 2.447                 | 3.238                 | 3.453               | 1.386,8              |
| 51.01.05.1009 | Sangkaragung       | 5,23                   | 2.778                 | 3.548                 | 3.589               | 686,2                |
| 51.01.05.2010 | Dangin Tukadaya000 | 5,35                   | 4.649                 | 5.495                 | 5.620               | 1.050,5              |
| 51.01.05      | Kec. Jembrana,00   | 91,88                  | 51.634                | 61.812                | 63.257              | 688,5                |
Ergebnisse aus Zählungen: 2010 und 2020 bzw. Fortschreibung (2021)

## Bevölkerungsentwicklung der letzten drei Halbjahre
| Datum      | Fläche (km²) | Einwohner | männlich | weiblich | Dichte (Einw./km²) | Sex Ratio (m*100/w) |
| ---------- | ------------ | --------- | -------- | -------- | ------------------ | ------------------- |
| 31.12.2020 | 91,88        | 63.736    | 31.681   | 32.055   | 693,7              | 98,8                |
| 30.06.2020 | 91,88        | 63.399    | 31.499   | 31.900   | 690,0              | 98,7                |
| 31.12.2020 | 92,00        | 63.257    | 31.452   | 31.805   | 687,6              | 98,9                |
Fortschreibungsergebnisse